# Donje Jame
Donje Jame falu Horvátországban, Sziszek-Monoszló megyében. Közigazgatásilag Glinához tartozik.

## Fekvése
Sziszek városától légvonalban 21, közúton 35 km-re délnyugatra, községközpontjától légvonalban 8, közúton 11 km-re északra, a Glina bal partján, a folyó kulpai torkolatától néhány kilométerre délre, észak-déli irányban hosszan elnyúlva fekszik.

## Története
A környék számos településéhez hasonlóan a 17. század vége felé népesült be. 1696-ban a szábor a bánt tette meg a Kulpa és az Una közötti határvédő erők parancsnokává, melyet hosszas huzavona után 1704-ben a bécsi udvar is elfogadott. Ezzel létrejött a Báni végvidék, horvátul Banovina (vagy Banja), mely katonai határőrvidék része lett. 1745-ben megalakult a Glina központú első báni ezred, melynek fennhatósága alá ez a vidék is tartozott. 1881-ben megszűnt a katonai közigazgatás. 1857-ben 506, 1910-ben 697 lakosa volt. 1918-ban az új szerb-horvát-szlovén állam, majd később Jugoszlávia része lett. A második világháború idején a Független Horvát Állam része volt. 1991. június 25-én az akkor kikiáltott független Horvátország része lett. A falut 1991 októberében elfoglaló szerb erők a horvát lakosságot elűzték. 1995. augusztus 8-án a Vihar hadművelettel foglalta vissza a horvát hadsereg. A településnek 2011-ben 22 lakosa volt.

## Népesség
| Lakosság változása | Lakosság változása | Lakosság változása | Lakosság változása | Lakosság változása | Lakosság változása | Lakosság változása | Lakosság változása | Lakosság változása | Lakosság változása | Lakosság változása | Lakosság változása | Lakosság változása | Lakosság változása | Lakosság változása | Lakosság változása |
| ------------------ | ------------------ | ------------------ | ------------------ | ------------------ | ------------------ | ------------------ | ------------------ | ------------------ | ------------------ | ------------------ | ------------------ | ------------------ | ------------------ | ------------------ | ------------------ |
| 1857               | 1869               | 1880               | 1890               | 1900               | 1910               | 1921               | 1931               | 1948               | 1953               | 1961               | 1971               | 1981               | 1991               | 2001               | 2011               |
| 506                | 588                | 536                | 667                | 685                | 697                | 614                | 593                | 263                | 265                | 235                | 201                | 169                | 133                | 64                 | 22                 |

(1857-től 1931-ig Gornje Jame lakosságával együtt.)

## Nevezetességei
- Két régi vízimalom a Maja-patakon.